# 4-AcO-DALT
4-AcO-DALT（4-乙酰氧基-N,N-二烯丙基色胺）是一种色胺衍生物，化学式为C18H22N2O2，作为狡詐家藥物在2012年开发。